# Универзитет у Тампи
Универзитет у Тампи (енгл. University of Tampa) је приватни универзитет у Тампи. Нуди више од 200 студијских програма.